# Rivière à la Loutre (vattendrag i Kanada, lat 48,88, long -72,82)
Rivière à la Loutre är ett vattendrag i Kanada.   Det ligger i provinsen Québec, i den östra delen av landet, 400 km nordost om huvudstaden Ottawa.
I omgivningarna runt Rivière à la Loutre växer i huvudsak blandskog. Runt Rivière à la Loutre är det mycket glesbefolkat, med 2 invånare per kvadratkilometer.